# HiSilicon
HiSilicon (en pinyin: Hǎisī) és una empresa xinesa de semiconductors sense foneria (fabless en anglès) amb seu a Shenzhen, Guangdong i propietat total de Huawei. HiSilicon compra llicències per a dissenys de CPU a ARM Holdings, incloent ARM Cortex-A9 MPCore, ARM Cortex-M3, ARM Cortex-A7 MPCore, ARM Cortex-A15 MPCore, ARM Cortex-A53, ARM Cortex-A57 i també pels seus nuclis gràfics de Mali. HiSilicon també ha comprat llicències de Vivante Corporation per al seu nucli gràfic GC4000.
HiSilicon té fama de ser el dissenyador nacional de circuits integrats més gran de la Xina. El 2020, els EUA van instituir normes que exigeixen que les empreses nord-americanes que proporcionin cert equipament a HiSilicon o empreses no nord-americanes que utilitzen tecnologies nord-americanes que subministren HiSilicon tinguin llicències i Huawei va anunciar que deixarà de produir el seu chipset Kirin a partir del 15 de setembre del 2020. HiSilicon ha estat superat pel rival xinès UNISOC en termes de quota de mercat de processadors mòbils.

## Història
Shenzhen HiSilicon Semiconductor Co., Ltd. va ser el centre de disseny ASIC de Huawei, que es va fundar el 1991.
- 2004: es va registrar Shenzhen HiSilicon Semiconductor Co., Ltd. i es va establir formalment l'empresa.
- 2016: Kirin960 dissenyat per HiSilicon va ser guardonat com un dels "millors d'Android 2016" per Android Authority.
- 2019: es va establir Shanghai HiSilicon, una filial de propietat total de Huawei.

## Productes

### Processadors d'aplicacions per a telèfons intel·ligents
K3V2, K3V2E, Kirin 620, Kirin 650, 655, 658, 659, Kirin 710, Kirin 810 i 820, Kirin 920, 925 and 928,Kirin 930 i 935, Kirin 950 i 955, Kirin 960, Kirin 970,Kirin 980 i Kirin 985 5G/4G, Kirin 990 4G, Kirin 990 5G i Kirin 990E 5G, Kirin 9000 5G/4G i Kirin 9000E.

### Mòdems per a telèfons intel·ligents
Balong 700, Balong 710, Balong 720, Balong 750,Balong 765,Balong 5G01, Balong 5000.

### Processadors de servidor
Hola 1610, Hi1612, Kunpeng 916 (abans Hi1616), Kunpeng 920 (abans Hi1620), Kunpeng 930 (abans Hi1630).

### Acceleració de la IA
Arquitectura Da Vinci, Ascend 310, Ascend 910.